# Thiago Seyboth Wild
 Thiago Seyboth Wild  (Marechal Cândido Rondon, 10 de marzo de 2000) es un tenista profesional brasileño. Su mejor ranking individual es el Nº 58 alcanzado el 20 de mayo de 2024, mientras que en dobles logró la posición 197 el (22 de mayo de 2023). Ha obtenido un título de la categoría ATP, en el Abierto de Santiago 2020. Asimismo obtuvo varios títulos Futures tanto en individuales como en dobles.

## Carrera

### 2018: título de Grand Slam Junior
Wild se convirtió en el segundo brasileño en ganar un Grand Slam junior (US Open) el 9 de septiembre, uniéndose a Tiago Fernandes. También llegó a la semifinal junior en el Roland Garros, y en los dobles del US Open y Abierto de Francia.

### 2019: Primer título Challenger
En noviembre de 2019, a la edad de 19 años, ganó su primer Challenger en Guayaquil, ingresando por primera vez al top 300 del mundo. Con el título, saltó al puesto 235 en el ranking mundial y se convirtió en el tercer mejor tenista de Brasil en ese momento, solo detrás de Thiago Monteiro y João Menezes.

### 2020: Dos wildcards y primer título ATP 250

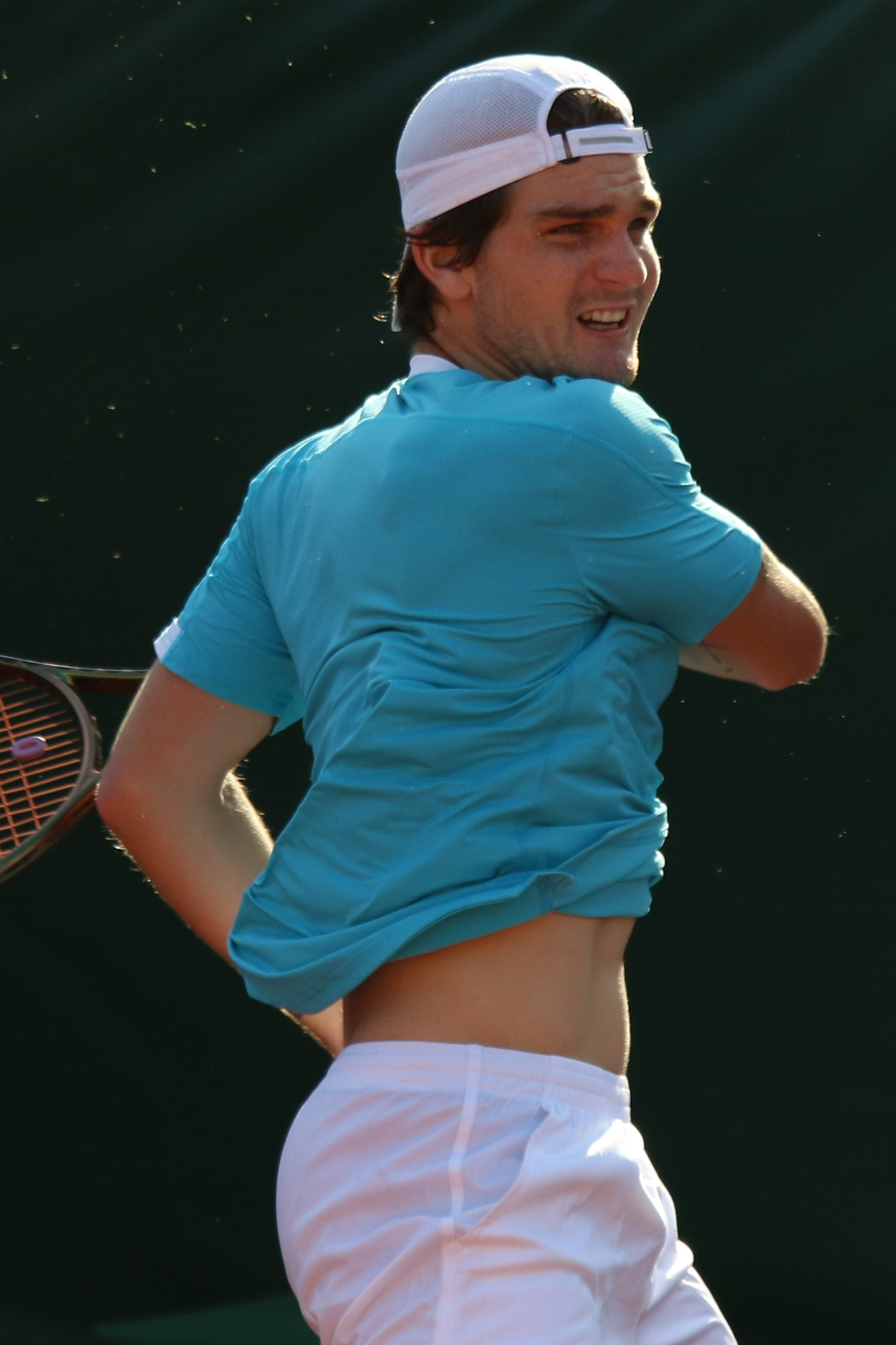
Seyboth Wild en el Torneo de Roland Garros 2022

En febrero de 2020, recibió un wildcard para participar en el ATP 500 de Río de Janeiro, donde derrotó al top 100 español Alejandro Davidovich Fokina en tres sets (5– 7, 7–6 (7–3) y 7–5) en la primera ronda, en el partido más largo de la historia del torneo (3 horas y 49 minutos). En la siguiente ronda, se enfrentó al número 32 del mundo Borna Ćorić, perdiendo en el desempate del tercer set. Con este resultado, ingresó por primera vez al top 200 mundial el 24 de febrero, ascendiendo al puesto 182 del ranking.
A la semana siguiente, invitado como wildcard al ATP 250 en Santiago, Wild tuvo su mejor campaña: derrotó a Facundo Bagnis, Juan Ignacio Londero (Nº 63 del mundo) y en cuartos de final, el máximo cabeza de serie del torneo, y campeón del Abierto de Río, el chileno Cristian Garín, nº 18 del ranking, que se retiró tras perder el primer set en un desempate. En semifinales derrotó a Renzo Olivo en sets corridos convirtiéndose en el brasileño más joven en llegar a una final de este nivel, superando los logros del ex número 1 mundial Gustavo Kuerten, entonces de 20 años, y de Jaime Oncins y Thomaz Bellucci, a los 21 años. También se convirtió en el primer brasileño en competir en una final de nivel ATP desde que Bellucci fue subcampeón en Houston en abril de 2017. En la final, derrotó al noruego Casper Ruud (puesto 38 y campeón del Argentina Open dos semanas antes), en tres sets, proclamándose campeón a los 19 años, superando a Kuerten, quien ganó su primer título ATP a los 20 años. Wild es también el tenista más joven en ganar un título en la cancha de arcilla latinoamericana desde que Rafael Nadal ganó el Acapulco en 2005, a la edad de 18 años. Wild escaló 69 posiciones, alcanzando el puesto 113 en el ranking ATP de singles, el más alto de su carrera. convirtiéndose en el segundo tenista mejor clasificado de Brasil.
Después de que la temporada se detuviera durante unos meses debido a la pandemia de COVID-19, en septiembre, Wild participó en el fuerte Challenger en Aix-en-Provence, Francia, llegando a la final.

### 2023: Primera final de dobles, títulos Challenger, primera victoria en Major y primera victoria contra un top 10

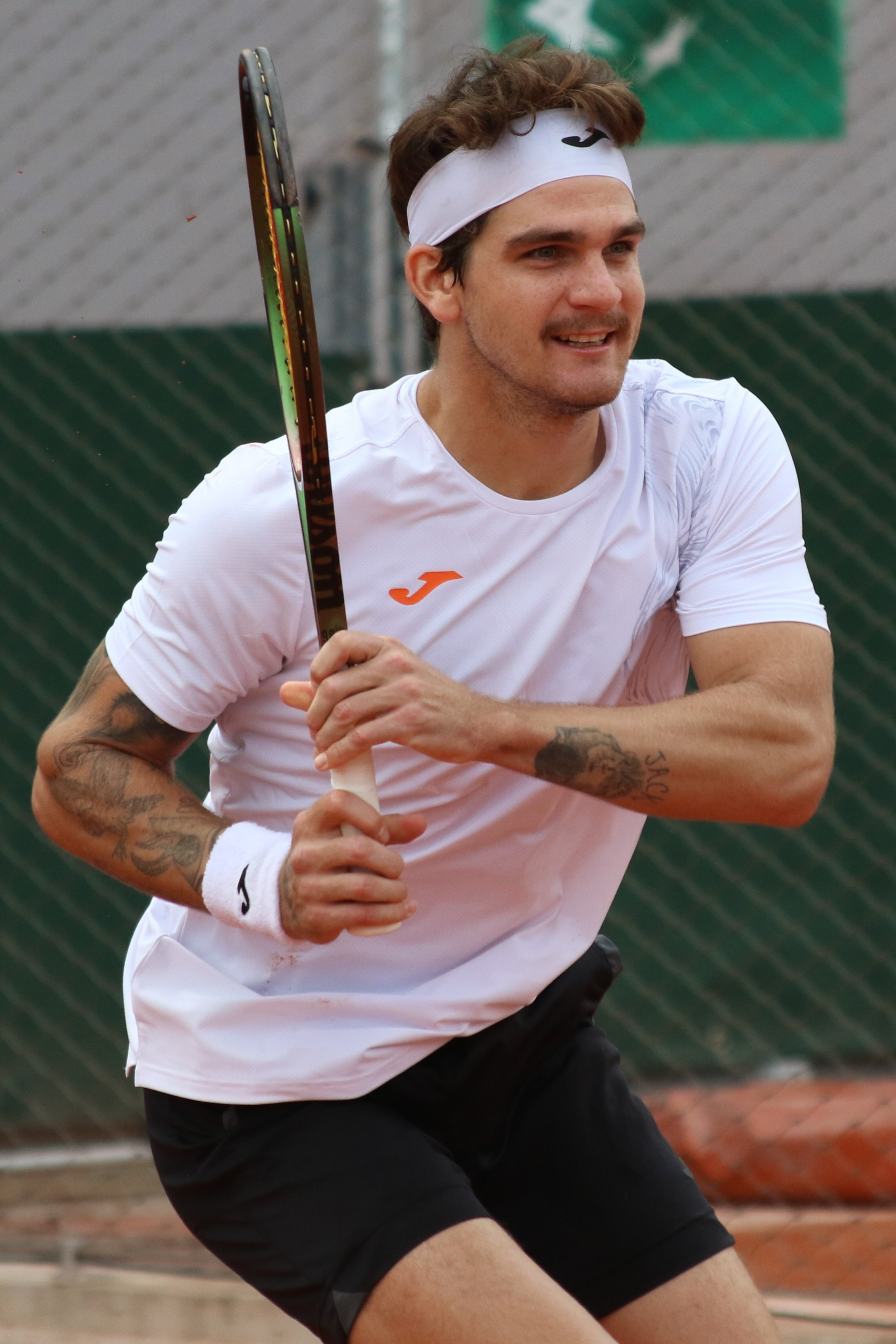
Wild en el Torneo de Roland Garros 2023

Después de unos 2 años con malos resultados, en marzo de 2023 Wild llega a la final del Challenger en Santiago, perdiendo solo ante Hugo Dellien, y a la semana siguiente, gana el Challenger en Viña del Mar, con esto, regresa a los 230 mejores del mundo.
También llegó a la final de dobles en el Abierto de Chile 2023 junto a Matías Soto. Como resultado, alcanzó una nueva clasificación de dobles de carrera en el puesto 230 el 20 de marzo de 2023.
El 30 de abril, Wild ganó el Challenger de Buenos Aires en individuales y dobles. Con eso, regresó al top 200 mundial en individuales y entró al top 200 mundial en dobles por primera vez.
En mayo, participando en el Piemonte Open, que es un evento ATP Challenger Tour 175, alcanzó los cuartos de final perdiendo ante el máximo favorito y jugador del top 50, Sebastián Báez, en tres sets.
Wild se clasificó para Roland Garros por primera vez. Ingresó a las clasificatorias del torneo recién en mayo, como uno de los últimos clasificados. Ganó sus tres partidos contra Antoine Bellier, Ričardas Berankis y Dominik Koepfer perdiendo solo un set. En primera ronda consigue la mayor victoria de su carrera derrotando al n°2 del mundo Daniil Medvedev por 7-6, 6-7, 2-6, 6-3 y 6-4 Tras la derrota, Medvedev dijo de Wild que "si sigue jugando así, estará entre los 30 mejores del mundo". Luego derrotó al ex top 20 Guido Pella para pasar a la tercera ronda de un Major por primera vez en su carrera. En la tercera ronda, enfrentando al cabeza de serie n.27 del torneo, el japonés Yoshihito Nishioka, Wild aún abrió 2 sets a 1, pero sucumbió al cansancio (ya estaba en su sexto partido en el torneo), quedando eliminado por 3 sets a 2.
Sin clasificar para ingresar a los torneos de césped ATP posteriores a Roland Garros, Wild hizo su preparación y entró al torneo clasificatorio de Wimbledon, mientras libraba su batalla privada por ser el número 1 en Brasil, contra Felipe Meligeni Alves y Thiago Monteiro. Derrotó a Jelle Sels y Pierre-Hugues Herbert, pero en la última ronda de clasificación, frente a Tomás Barrios Vera, al inicio del 5.º y último set, sufrió un leve esguince de tobillo que le costó su lugar en Wimbledon. Wild luego decidió competir en tierra batida en el Challenger en Karlsruhe, Alemania.
Luego de alcanzar los cuartos de final en Karlsruhe, y las semifinales del Challenger 125 en Braunschweig, ambos en Alemania, Wild se convirtió por primera vez en el tenista número 1 de Brasil, superando a Thiago Monteiro, quien estuvo 5 años en esta posición.
Wild irrumpió en el top 100 mundial por primera vez en septiembre de 2023 cuando ganó el Challenger en Como, Italia. Derrotó al ex top 20 Benoît Paire en la semifinal y al ex top 40 Pedro Martínez en la final. ganando el cuarto título Challenger de su carrera, el tercero del año.
La semana siguiente, jugando en el Challenger 125 en Génova, Wild ganó el segundo Challenger consecutivo y el cuarto del año, derrotando al ex top 10 mundial Fabio Fognini en la final, alcanzando así el top 80 del mundo, y siendo el tenista con más títulos Challenger en 2023 hasta la fecha.
En el tramo final de la temporada 2023 disputó cuatro ATP en pistas rápidas cubiertas (Estocolmo, Basilea, París-Bercy y Metz), una novedad en su carrera, con el objetivo de evolucionar y adaptarse mejor a este tipo de piso.

### 2024:top 60
Wild ingresó al cuadro principal del AUS Open por primera vez en su vida, después de haber sido sorteado para enfrentar al cabeza de serie número 5 del torneo, Andrey Rublev. A pesar de que Wild no era favorito, buscó el empate en el encuentro tras perder 2 sets a 0 y estuvo cerca de eliminar al ruso, llevando el partido a un tie-break del 5.º y último set, finalizando el partido con parciales de 7/5, 6/3, 3/6, 4/6 y 7/6 (10-6) a favor de Rublev. Rublev elogió al brasileño después del partido y dijo que "Wild es un jugador muy peligroso y talentoso".
En el ATP 500 de Río de Janeiro, Wild alcanzó por primera vez los cuartos de final de un ATP 500, superando a Alejandro Tabilo y Jaume Munar. Enfrentándose al cabeza de serie número 2 y actual campeón del torneo, el número 23 del mundo Cameron Norrie, Wild aún logró ganar un set, pero terminó eliminado por 2 sets a 1. Con esto, alcanzó su mejor ranking personal, el n.73. en el mundo, a finales de febrero.
En el ATP 250 de Chile, al vencer a Román Burruchaga en la primera ronda, consiguió entrar por primera vez en su carrera al top 70 mundial.
Wild, que ahora ocupa el puesto 65 del mundo, ingresó al Masters 1000 de Indian Wells como el favorito número 1 en la clasificación. Después de ganar 2 juegos con facilidad, entró en el cuadro principal contra J.J.Wolf, donde Wild también ganó con facilidad, obteniendo así su primera victoria en el cuadro principal de un Masters 1000 en su carrera. En la 2.ª ronda, Wild se enfrentó al No. 15 del mundo, el ruso Karen Khachanov, y tuvo una de las mejores actuaciones de su carrera al derrotar al ex top 10 mundial en sets corridos. Desde la actuación de Thomaz Bellucci en Roma en 2016, un brasileño no ganava dos partidos consecutivos en el cuadro principal de un Masters 1000.
Wild también se clasificó para el cuadro principal del Masters 1000 de Miami tras dos victorias en la fase de clasificación, similar a su actuación en el Masters anterior de Indian Wells. Derrotó a Nuno Borges para registrar su primera victoria en este torneo. Mostrando su evolución, Wild se enfrentó en 2ª ronda al número 1 de Estados Unidos, el número 13 del mundo Taylor Fritz y venció en sets corridos, sin sufrir ninguna rotura de servicio.
Wild volvió a jugar en el ATP 250 de Bucarest en abril, derrotando a Luca Nardi en su debut. Como resultado alcanzó la posición 63º en el ranking.
Wild entró en el cuadro principal del Masters 1000 de Madrid, donde se enfrentó a Roman Safiullin. Wild derrotó en sets seguidos al ruso número 42 del mundo, y en 2ª ronda se enfrentó a Lorenzo Musetti, cabezas de serie 28 y 29 del ranking, y, repitiendo la final juvenil del US Open 2018, también ganó en sets seguidos, alcanzando la 3ª ronda donde jugó con el actual bicampeón del Masters 1000 de Madrid y ex N°1 del mundo Carlos Alcaraz, perdiendo por doble 6/3. Con esto, Wild alcanzó el mejor ranking de su carrera, el número 61 del mundo, igualando el mejor ranking de Thiago Monteiro y convirtiéndose en el 14º mejor tenista masculino brasileño de todos los tiempos.
En el Masters 1000 de Roma, Wild derrotó a Grégoire Barrère, pero en 2ª ronda fue eliminado por el argentino Tomás Martín Etcheverry, top 30 del mundo. Gracias al resultado, alcanzó el mejor ranking de su carrera, ubicándose en el puesto 58 del mundo.

## Títulos ATP (1; 1+0)

### Individual (1)
| Leyenda                   |
| Grand Slam (0)            |
| ATP World Tour Finals (0) |
| ATP Masters 1000 (0)      |
| ATP World Tour 500 (0)    |
| ATP World Tour 250 (1)    |

| N.º | Fecha              | Torneo   | Superficie    | Oponente en la final | Resultado     |
| --- | ------------------ | -------- | ------------- | -------------------- | ------------- |
| 1.  | 1 de marzo de 2020 | Santiago | Tierra batida | Casper Ruud          | 7-5, 4-6, 6-3 |

### Dobles (0)
| Leyenda                         |
| Grand Slam (0)                  |
| ATP Wourld Tour Finals (0)      |
| ATP Masters 1000 World Tour (0) |
| ATP World Tour 500 series (0)   |
| ATP World Tour 250 series (0)   |

#### Finalista (1)
| N.º | Fecha              | Torneos  | Superficie    | Pareja      | Oponentes en la final              | Resultado         |
| --- | ------------------ | -------- | ------------- | ----------- | ---------------------------------- | ----------------- |
| 1.  | 4 de marzo de 2023 | Santiago | Tierra batida | Matías Soto | Andrea Pellegrino Andrea Vavassori | 4-6, 6-3, [10-12] |

## Títulos ATP Challenger (6; 5+1)

### Individual (5)
| N.° | Fecha                    | Torneo                     | Superficie    | Oponente en la final | Resultado     |
| --- | ------------------------ | -------------------------- | ------------- | -------------------- | ------------- |
| 1.  | 3 de noviembre de 2019   | Challenger de Guayaquil    | Tierra batida | Hugo Dellien         | 6-4, 6-0      |
| 2.  | 19 de marzo de 2023      | Challenger de Viña del Mar | Tierra batida | Hugo Gaston          | 7-5, 6-1      |
| 3.  | 30 de abril de 2023      | Challenger de Buenos Aires | Tierra batida | Luciano Darderi      | 6-3, 6-3      |
| 4.  | 3 de septiembre de 2023  | Challenger de Como         | Tierra batida | Pedro Martínez       | 5–7, 6–2, 6–3 |
| 5.  | 10 de septiembre de 2023 | Challenger de Génova       | Tierra batida | Fabio Fognini        | 6-2, 7-6(3)   |

### Finalista (2)
| N.° | Fecha                    | Torneo                        | Superficie    | Oponente en la final | Resultado        |
| --- | ------------------------ | ----------------------------- | ------------- | -------------------- | ---------------- |
| 1.  | 13 de septiembre de 2020 | Challenger de Aix-en-Provence | Tierra batida | Oscar Otte           | 2-6, 7-6(3), 6-4 |
| 2.  | 12 de marzo de 2023      | Challenger de Santiago        | Tierra batida | Hugo Dellien         | 6-3, 3-6, 3-6    |

### Dobles (1)
| N.º | Fecha               | Torneo                     | Superficie    | Compañero          | Oponentes en la final                      | Resultado           |
| --- | ------------------- | -------------------------- | ------------- | ------------------ | ------------------------------------------ | ------------------- |
| 1.  | 29 de abril de 2023 | Challenger de Buenos Aires | Tierra batida | Francisco Comesaña | Hernán Casanova Santiago Rodríguez Taverna | 6–3, 6–7(5), [10–6] |

### Finalista (1)
| N.º | Fecha                  | Torneo                  | Superficie    | Compañero      | Oponentes en la final       | Resultado      |
| --- | ---------------------- | ----------------------- | ------------- | -------------- | --------------------------- | -------------- |
| 1.  | 3 de noviembre de 2019 | Challenger de Guayaquil | Tierra batida | Pedro Sakamoto | Ariel Behar Gonzalo Escobar | 6–7(4), 6–7(5) |

## Clasificación histórica
| Grand Slam                  |      |      |          |          |
| Australian Open             | -    | Q1   | 0 / 0    | 0-0      |
| Roland Garros               | -    |      | 0 / 0    | 0-0      |
| Wimbledon                   | -    |      | 0 / 0    | 0-0      |
| US Open                     | -    |      | 0 / 0    | 0-0      |
| Total G-P                   | 0-0  | 0-0  | 0 / 0    | 0-0      |
| ATP World Tour finals       | -    |      | 0 / 0    | 0-0      |
| Total G-P                   | 0-0  | 0-0  | 0 / 0    | 0-0      |
| Juegos Olímpicos            | ND   |      | 0 / 0    | 0-0      |
| Total G-P                   |      | 0-0  | 0 / 0    | 0-0      |
| ATP World Tour Masters 1000 |      |      |          |          |
| Indian Wells                | -    |      | 0 / 0    | 0-0      |
| Miami                       | -    |      | 0 / 0    | 0-0      |
| Montecarlo                  | -    |      | 0 / 0    | 0-0      |
| Madrid                      | -    |      | 0 / 0    | 0-0      |
| Total G-P                   | 0-0  | 0-0  | 0 / 0    | 0-0      |
| ATP Tour 500                |      |      |          |          |
| Río de Janeiro              | 1R   | 2R   | 0 / 2    | 1-2      |
| Barcelona                   | -    |      | 0 / 0    | 0-0      |
| Total G-P                   | 0-1  | 1-1  | 0 / 2    | 1-2      |
| ATP Tour 250                |      |      |          |          |
| Córdoba                     | 1R   | Q1   | 0 / 1    | 0-1      |
| Total G-P                   | 0-2  | 5-0  | 1 / 3    | 5-2      |
| Estadísticas                |      |      |          |          |
|                             | 2019 | 2020 | Totales  | Totales  |
| Torneos                     | 3    | 2    | 5        | 5        |
| Finales                     | 0    | 1    | 1        | 1        |
| Títulos                     | 0    | 1    | 1        | 1        |
| G-P en General              | 1-3  | 6-1  | 1 / 5    | 7-4      |
| Ranking                     | 211  |      | $130,386 | $130,386 |